# Croteam
Croteam est un studio de développement croate de jeux vidéo qui s'est établi à Zagreb en 1993. Le studio était formé de seulement six employés lors du développement du premier jeu de la série Serious Sam en 2001.

## Historique
En 1993 sort le premier jeu du studio, Football Glory, un jeu de football, devenu célèbre après l'action en justice menée par Sensible Software contre la compagnie en raison de plusieurs similarités entre leur premier jeu et celui de Sensible Software, Sensible Soccer. Après cette action, Croteam arrête de développer Football Glory. La société sort en 1994 Five-A-Side soccer, une version en intérieur de Football Glory, cette fois-ci seulement pour l'Amiga. L'année suivante, l'entreprise sort Save The Earth, un jeu pour un concours télévisuel.
Un long moment s'écoule avant que Croteam n’entame le développement de la série Serious Sam avec la sortie de Serious Sam : Premier Contact en 2001. Une suite, Serious Sam : Second Contact, sort en 2002.
Les deux jeux utilisent un moteur fait maison par Croteam, le Serious Engine et rencontrent un franc succès. Serious Sam II sort le 11 octobre 2005, il comprend un nouveau moteur, le Serious Engine 2. Serious Sam 3: BFE sort en 2011.
En mars 2016, le code source du Serious Engine est distribué gratuitement par Croteam à tous.
Le 19 avril 2018, Croteam annonce la sortie de Serious Sam 4 avec un trailer,.
Le 21 octobre 2020, Devolver Digital annonce le rachat de Croteam,.
Le 6 janvier 2022, Devolver Digital annonce un nouveau Serious Sam, Serious Sam: Siberian Mayhem.
Le 24 mai 2023, Devolver Digital annonce The Talos Principle 2, développé par Croteam, qui sortira dans le courant de l'année,,. L'annonce a été accompagnée d'une bande-annonce,.

## Jeux développés
- Football Glory (1993)
- 5-A-Side Soccer (1994)
- Inordinate Desire (1994)
- Save the Earth (1995)
- Serious Sam : Premier Contact (2001)
- Serious Sam : Second Contact (2002)
- Serious Sam II (2005)
- Serious Sam : Premier Contact HD (2009)
- Serious Sam : Second Contact HD (2010)
- Serious Sam 3: BFE (2011)
- The Talos Principle (2014)
- Serious Sam VR: The Last Hope (2016)
- Serious Sam's Bogus Detour (2017)
- Serious Sam 4 (2020)
- Serious Sam: Siberian Mayhem (2022)
- The Talos Principle 2 (2023)